# Niets, is alles wat hij zei
Niets, was alles wat hij zei is een toneelstuk geschreven door Nic Balthazar en gebaseerd op zijn gelijknamige jeugdboek.
Het verhaal gaat over de 17-jarige Ben die lijdt aan het syndroom van Asperger. Hij heeft het moeilijk te overleven in een wereld waarin alles voortdurend verandert en waarin hij het middelpunt wordt van pesterijen. 
Het stuk werd voor het eerst gebracht met Roel Vanderstukken in de hoofdrol. Het verhaal werd ook gebruikt voor het scenario van Ben X, de film die ook door Nic Balthazar werd geregisseerd.